# Zakon očuvanja mase
Zakon o održanju mase  (ili zakon o očuvanju mase) otkrio je i formulirao Antoine Laurent de Lavoisier:
- Nikakve se promjene ne mogu opaziti u ukupnoj masi svih tvari koje sudjeluju u kemijskoj reakciji.

Za vrijeme kemijske reakcije ne mijenja se ukupna masa svih tvari koje sudjeluju u toj reakciji. Lavoisier je zakon otkrio jer je prvi koristio vagu za točna mjerenja. 

Na primjer, reakcija vodika s kisikom i nastanak vode: 
{\displaystyle 2H_{2}+O_{2}=2H_{2}O}
{\displaystyle 4\cdot 1,00794\ g\ +2\cdot 15,9994\ g\ =2\cdot 18,01528\ g}
Rezultat: {\displaystyle \qquad 36,03056\ g=36,03056\ g}
Hans Landolt (1831. – 1910.), švicarski fizički kemičar, vrlo je preciznim mjerenjima potvrdio taj zakon s točnošću 1: 107. 
Prema Einsteinovoj teoriji relativnosti, međutim, mora se pri svakoj kemijskoj reakciji dio ukupne mase m reaktanata pretvoriti 
u energiju E kemijske reakcije prema relaciji: E = mc2, gdje je c brzina svjetlosti (2,997925• 108ms -1). Odatle slijedi da bi točnost 
vaganja morala biti najmanje 1:1010 da bi se ustanovio gubitak mase koja se pretvorila u reakcijsku energiju. Ako je reakcijski sustav zatvoren, 
zakon o održanju mase vrijedi općenito, jer su mase i energije u zatvorenom sustavu uvijek konstantne.
Zato se zakon o održanju mase može postaviti općenitije kao zakon o održanju materije: 
- Ukupna masa i energija u sustavu (svemiru) je stalna.

Budući da se pri nuklearnim reakcijama oslobađa velika energija, 
što ujedno znači i veliki gubitak mase, za njih ne vrijedi zakon o održanju mase u klasičnoj formulaciji.